# Roper Highway
Pour les articles homonymes, voir Roper (homonymie).

Roper Highway (en bleu sur la carte).

La Roper Highway est un axe routier de 298 kilomètres de long dans le Territoire du Nord de l'Australie, qui va depuis Mataranka sur la Stuart Highway à l'est à la vallée de la rivière Roper sur le golfe de Carpentarie à l'ouest.